# Бороводороды
Бо̀роводоро́ды (также бора́ны, гидри́ды бо́ра) — химические соединения бора с водородом. Отличаются высокой химической активностью и чрезвычайно большой теплотой сгорания. Представляют интерес как ракетное топливо. В органическом синтезе находит применение реакция присоединения борана и некоторых алкилборанов к двойной связи алкенов с вовлечением полученных соединений в дальнейшие превращения.
Представляют собой бесцветные и неустойчивые молекулярные соединения. Бораны обладают высокой реакционной способностью.
Известны бораны с числом атомов бора от 2 до 20. В свободном виде BH3 нестабилен, но известен в виде некоторых комплексных соединений.

## Получение бороводородов
Бороводороды являются недостаточно устойчивыми термодинамически соединениями бора и водорода и в связи с этим синтезируются обычно косвенными методами.
На сегодняшний день одним из основных способов получения бороводородов является так называемый «магниевый метод» или «Способ Стока», то есть получение борида магния и последующее разложение последнего соляной кислотой. Полученные бораны (бороводороды) подвергают вакуумной разгонке, очистке и накапливают разделённые отдельные бороводороды в соответствующих условиях для сохранения и дальнейшего использования.
Другим важным промышленным способом получения бороводородов является способ, предложенный впервые Шлезингером и Бургом. Способ заключается в реакции трёххлористого бора с водородом в вольтовой дуге высокого напряжения. Полученный в нём гидрохлороборан подвергают диспропорционированию при охлаждении до комнатной температуры, после чего разделяют диборан и трёххлористый бор. Выход диборана приближается к 55 % вес. В дальнейшем Шлезингер и Браун предложили новый способ эффективного получения бороводородов путём реакции обмена между тетрагидридоборатом натрия (Na[BH4]) и трёхфтористым бором. Для получения диборана можно воздействовать на галогениды бора гидридом натрия при нагревании до 175°С или алюмогидридом лития в эфирном растворе:
{\displaystyle {\mathsf {2BF_{3}+6NaH\rightarrow B_{2}H_{6}\uparrow +6NaF}}}
{\displaystyle {\mathsf {4BCl_{3}+3LiAlH_{4}\rightarrow 2B_{2}H_{6}\uparrow +3LiCl\downarrow +3AlCl_{3}\downarrow }}}
Все высшие бораны получают исключительно путём термического крекинга диборана.

## Классификация
Бораны могут быть разделены на несколько типов по строению и составу. Клозо-бораны описываются формулой [BnHn]2-, где n = 6-12. Они представляют собой анионные кластеры, то есть имеют заряд. Нейтральные клозо-бораны пока не получены. К нидо-боранам относятся B5H9, B10H14, а также анионные полиэдры состава BnHn+4, к которым относится и диборан B2H6. Бораны, представляющие собой полиэдры с двумя свободными вершинами, называются арахно-боранами. Они описываются формулой BnHn+6, например, B4H10, B5H11 и B8H14. Выделена также группа боранов, в которых число свободных вершин равно 3, они получили название гифо-бораны. Их формула BnHn+8, например, B8H16 или B10H18. Существуют также бораны со сложным строением, сочетающим фрагменты указанных выше типов боранов. Их называют конъюнкто-боранами.

## Строение
В молекуле диборана B2H6 отсутствует химическая связь между атомами бора. Она не может образоваться, поскольку в этом случае объединялись бы орбитали бора, не имеющие электронов. Поэтому объединяться должны те орбитали, на которых есть электроны, а именно орбитали, участвующие в образовании связи B-H во фрагментах BH3. В итоге в молекуле B2H6 три атома B-H-B связаны одной парой электронов, такая химическая связь получила название двухэлектронной трехцентровой. Она слабее стандартной двухэлектронной двухцентровой, какая наблюдается, например, в алканах, однако в диборане их две, что обеспечивает прочность молекулы. Таким образом, два атома бора в диборане связаны двумя мостиковыми атомами водорода. 

## Свойства бороводородов

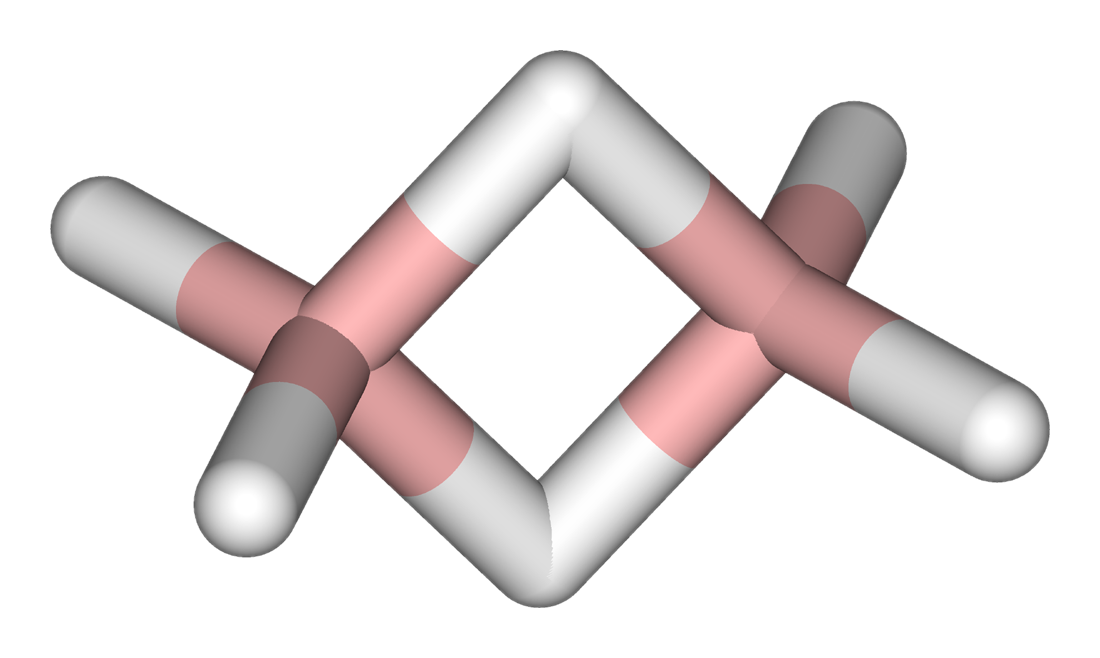
Диборан
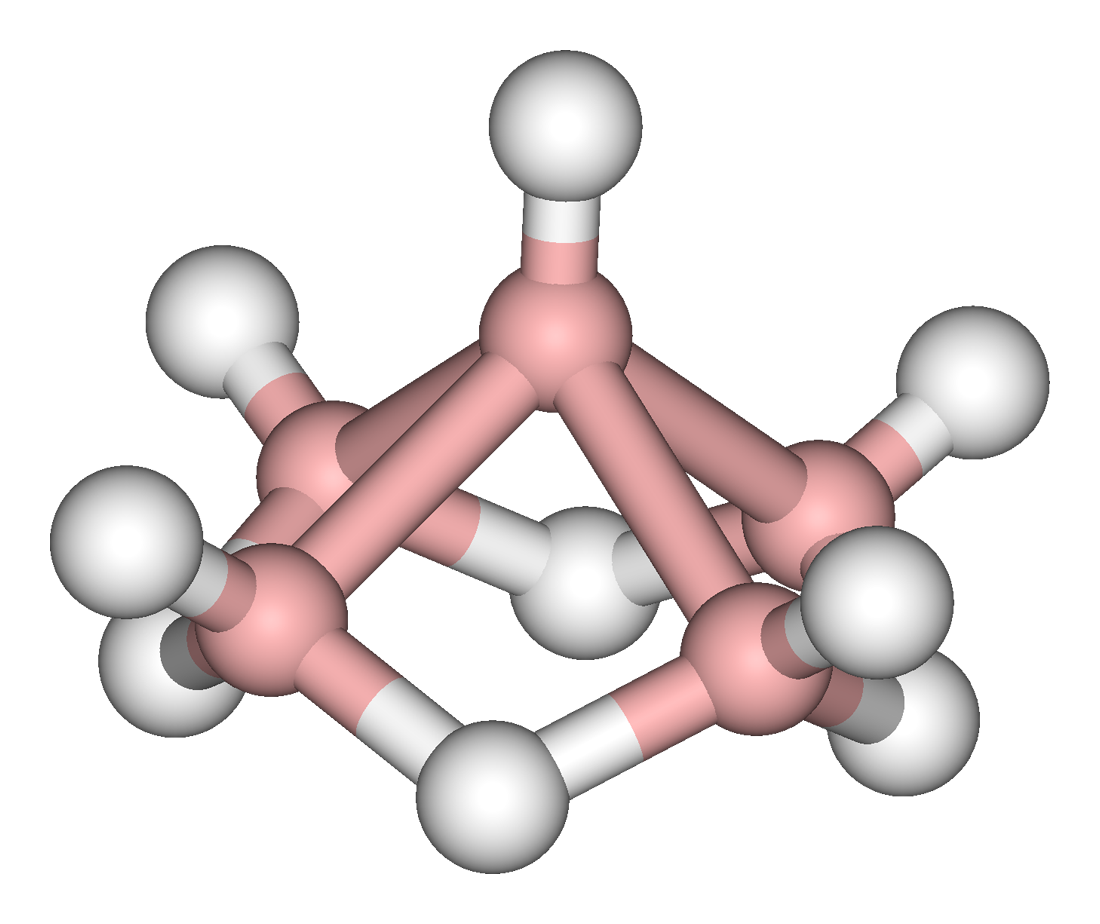
Пентаборан
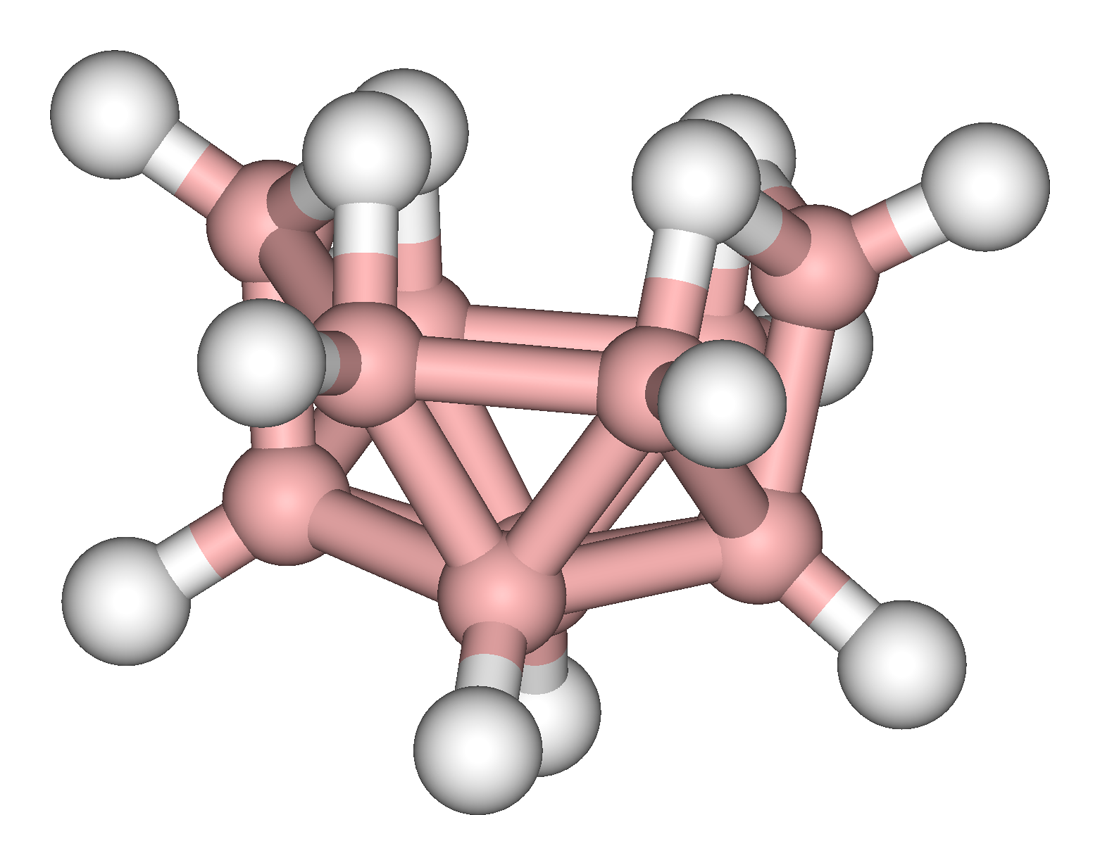
Декаборан
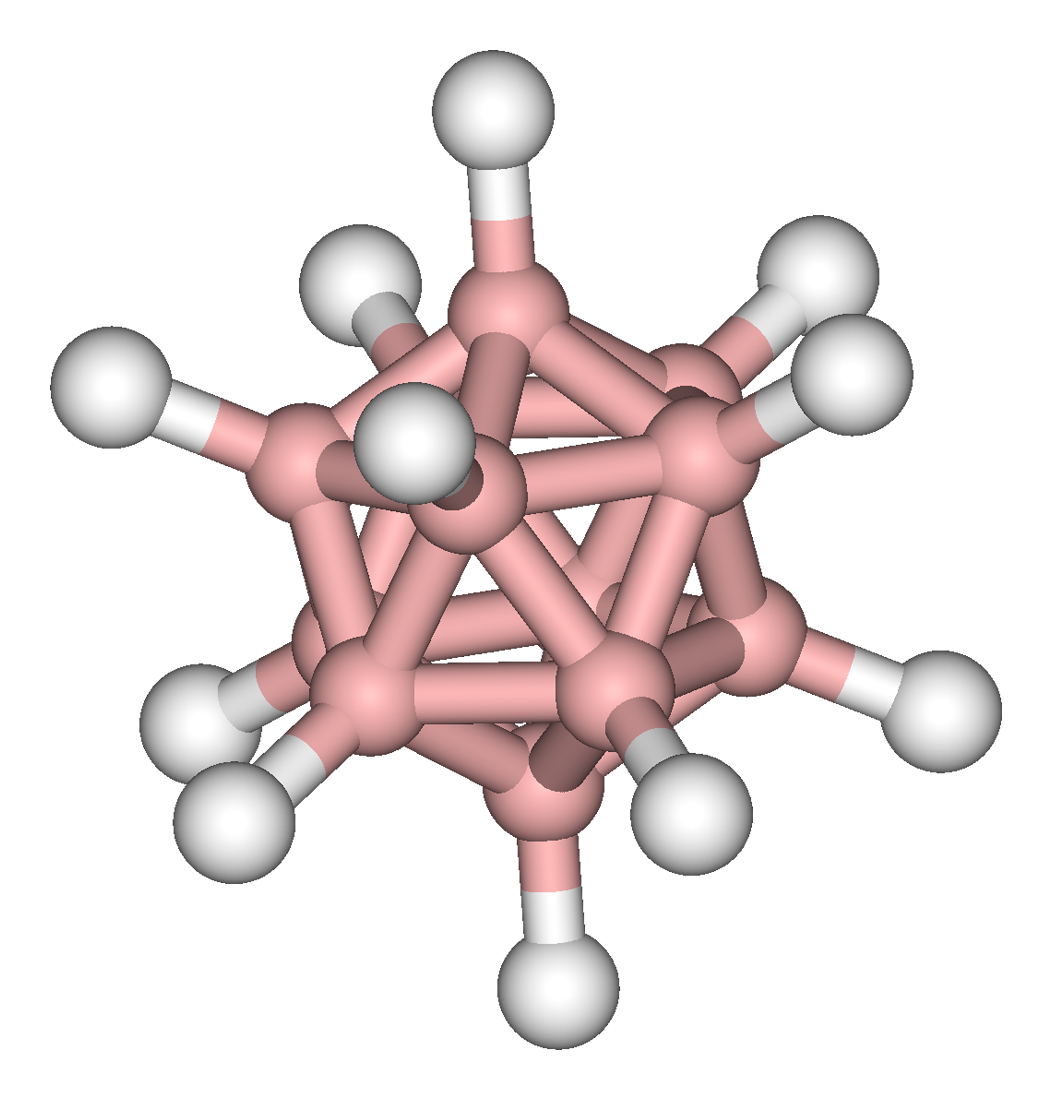
Додекаборат[англ.]

| Формула | Температура плавления, °С | Температура кипения, °С | Плотность, г/см³          | Теплота обр.,298,15 К, ккал/моль | Термостабильность      | Реакция с воздухом      | Реакция с Н2О                |
| ------- | ------------------------- | ----------------------- | ------------------------- | -------------------------------- | ---------------------- | ----------------------- | ---------------------------- |
| В2Н6    | −165,5 °C                 | −92,5 °C                | тв.0,577−183, ж.0,447−112 | +9,8(газ)                        | Стаб. при 25 °C        | Самовоспл.              | Мгновенно гидролизуется      |
| В4Н10   | −120,0 °C                 | +18 °C                  | ж.0,56−36                 | +7,53(газ)                       | Разл. при 25 °C        | Самовоспл. в прис. воды | Гидролизуется 24 ч           |
| В5Н9    | −46,81 °C                 | +62 °C                  | ж.0,610                   | +10,240(жидк) +17,5(газ)         | Стаб. при 25 °C        | Самовоспл.              | Гидролизуется при нагревании |
| В5Н11   | −123 °C                   | +63 °C                  |                           | +22,2(газ)                       | Медл. разл. при 150 °C | Самовоспл.              | Гидролизуется быстро         |
| В6Н10   | −62,3 °C                  | +110 °C                 | ж.0,69о                   | +19,6(газ)                       | Разл. при 25 °C        | Стабилен                | Гидролизуется при нагревании |
| В6Н12   | −90 °C                    |                         |                           |                                  | Разл. при 25 °C        | Стабилен                | Гидролизуется при нагревании |
| В9Н15   | +2,6 °C                   |                         |                           |                                  | Разл. при 25 °C        | Стабилен                | Гидролизуется при нагревании |
| В10Н14  | +98,78 °C                 | +219 °C                 | тв.0,9425, ж.0,78100      | −6,9(тв.) −1,7(ж.) +11,3(газ.)   | Стаб. при 150 °C       | Очень стабилен          | Медленно гидролизуется       |

## Бороорганические соединения в качестве ракетного топлива
Наиболее удобен для синтеза и применения пентаборан(9) (B5H9). Остальные бороводороды интенсивно изучаются, но их применение в настоящее время ограничено. Видами топлива, производными от бора, являются пропилпентаборан (US: BEF-2) и этилпентаборан (US: BEF-3). Диборан, декаборан и их производные также исследовались на предмет перспективности использования.

## Применение в топливных элементах
Возможно применение борогидридов NaBH4 и KBH4 в топливных элементах. Это дает несколько преимуществ:
- Приемлемая скорость процесса;
- Возможность протекания процесса при низкой и отрицательной температуре;
- Используемые растворы борогидридов негорючи и стабильны, что достигается подщелачиванием;
- Образование нетоксичных продуктов H2O и NaBO2 (KBO2);
- Борат может быть регенерирован (переработан в борогидрид);
- Образование водорода высокой чистоты;
- Контролируемая подбором катализаторов скорость реакции.

Однако несмотря на все эти преимущества, топливные элементы на основе борогидридов пока не получили широкого распространения. Причина состоит в высокой стоимости производимой электроэнергии, которая суммируется из стоимости каталитических систем (дорогостоящие Pt-содержащие катализаторы), ионообменных мембран и самого боргидридного топлива.

## Токсичность и огнеопасность
Бороводороды — чрезвычайно ядовитые вещества, имеющие помимо общетоксической составляющей также особое, но довольно сильно выраженное нервнопаралитическое воздействие на человека и животных. Диборан обладает удушающим действием, подобно фосгену. Пентабораны и декабораны действуют на центральную нервную систему, почки и печень. Предельно допустимая концентрация в воздухе (США): диборан — 0,1 мг/м3; пентаборан(9) и пентаборан(11) — 0,01 мг/м3; декаборан(16) — 0,03 мг/м3.
Как огнеопасные вещества, бороводороды представляют собой в основном вещества с наивысшей категорией огнеопасности: они способны к самовоспламенению не только на воздухе, но и при контактах с водой и рядом галогенопроизводных углеводородов. При горении их на воздухе развиваются высокие температуры.